# 4639 Мінокс
4639 Мінокс (4639 Minox) — астероїд головного поясу, відкритий 5 березня 1989 року.
Тіссеранів параметр щодо Юпітера — 3,400.